# Kamelone
Kamelone (ou Kamelon, Kameloun) est un village du Cameroun situé dans le département du Haut-Nyong (région de l’Est). Il appartient à la commune de Messok et au canton du Djimou-Sud (ou Zime).

## Population
En 2005, le village comportait 422 habitants, dont 220 hommes et 202 femmes.
En 1964-1965, sa population de 163 habitants était constituée de Dzimou et de 52 Pygmées.

## Ressources
Le territoire du village accueille les unités forestières d'aménagement 10 029 et 10 030, ainsi que des gisements de cobalt, de nickel et de manganèse exploités par Geovic. Comme tous les villages de la commune de Messok, il compte également des réserves de kaolin et d'argile, des rivières et des agroforêts.

## Infrastructures
En 1965, Kamelone était situé sur la piste auto d'Eschiambor à Messok et à Zoulabot II.
Au début des années 2010, Kamelone était l'un des trois seuls villages de la commune de Messok (avec Nkoakom et Mindouma) à être doté d'un puits moderne, mais celui-ci n'était pas fonctionnel.